# Convento di San Francesco (Benevento)
La chiesa e il convento di San Francesco d'Assisi sorgono in piazza Dogana nel centro storico di Benevento. Secondo la tradizione, l'insediamento di una comunità francescana a Benevento seguì all'arrivo in città dello stesso Francesco d'Assisi. Il complesso conventuale, benché rimaneggiato, è una delle principali espressioni dell'architettura gotica a Benevento.

## Storia

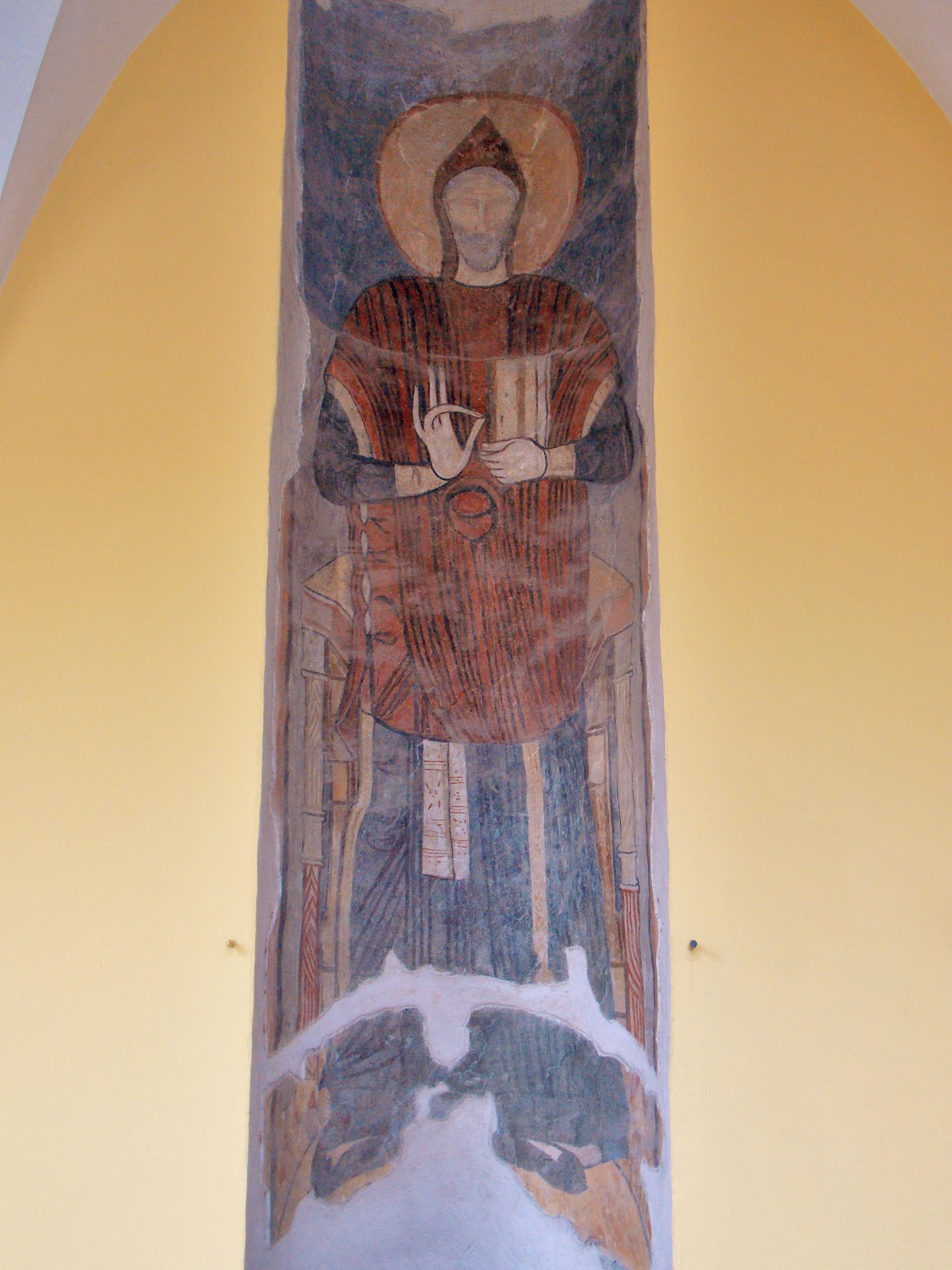
Affresco di monaco benedicente del primo XI secolo, dalla chiesa di San Costanzo

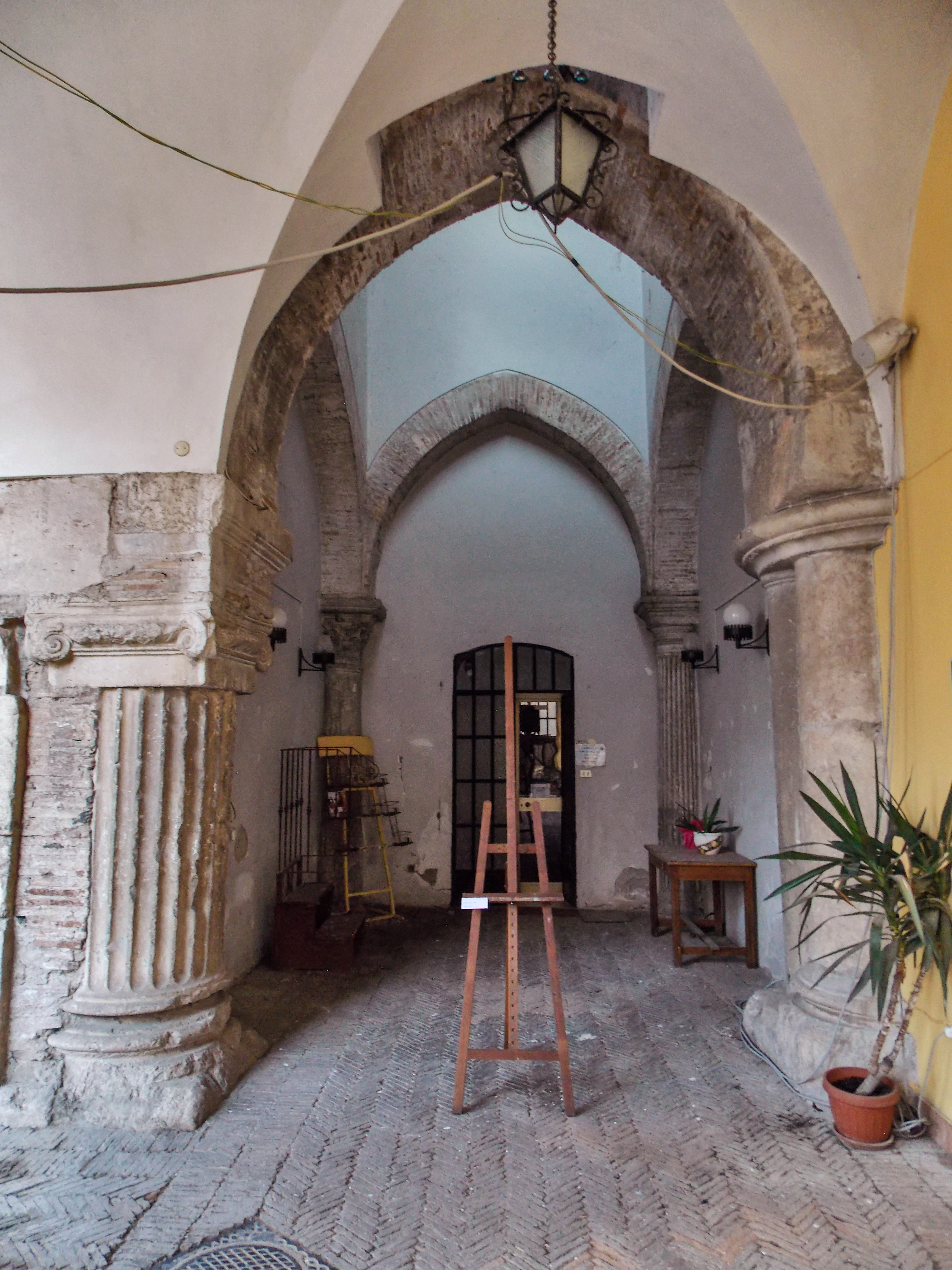
Il primo ordine del campanile, non più esistente

Nel luogo del convento di San Francesco si trovava, in età longobarda, una chiesa dedicata a san Costanzo. Questa è menzionata nello Obituarium S. Spiritus (iniziato nel 1198) ma, considerando i reperti che ne rimangono, può essere stata fondata attorno all'anno 950.
Secondo la tradizione, in questa chiesa si fermò Francesco d'Assisi, in tempi successivi all'approvazione della Regola (1210). Alcune versioni riportano che il santo era in pellegrinaggio verso il santuario di San Michele Arcangelo, altre che si trattava di un secondo viaggio, nel 1222. Di passaggio a Benevento in un periodo di forte siccità, il santo avrebbe pregato nella chiesa di San Costanzo ed ottenuto immediatamente la pioggia; così gli fu donato l'edificio sacro. Sarebbe questo l'episodio che segna la nascita della comunità dei frati minori conventuali di Benevento.
È del 31 gennaio 1243 l'atto notarile con cui i patrizi beneventani Pietro Stampalupo, Landolfo Cantalupo e Roffredo Persico, che godevano di patronato sulla chiesa di San Costanzo, lasciarono questa e tutte le sue pertinenze circostanti ai frati. A questo punto, però, l'attività conventuale era già ben avviata.
Lo testimonia una bolla di papa Gregorio IX del 1240, con cui i frati erano invitati a contribuire economicamente alla difesa della città pontificia. Nel 1247 una bolla di papa Innocenzo IV autorizzava un francescano di Benevento a ritirare la scomunica per coloro che avevano dovuto trattare con Federico II di Svevia. Nel 1260 il convento era una delle cinque "custodie" in cui fu ripartita la Provincia francescana di Terra di Lavoro. Dimostrazioni di stima per il padre guardiano del convento sono due bolle del 1279 e del 1291, emanate dai papi Niccolò III e Niccolò IV rispettivamente. Niccolò IV concesse anche indulgenze a chi visitava la chiesa conventuale.
Grazie alle offerte dei fedeli, nel corso del XIV secolo i frati provvidero a costruire l'attuale chiesa con il convento articolato su due chiostri, che inglobarono anche la chiesa di San Costanzo. I lavori continuarono anche nel secolo successivo con la decorazione dell'abside. Nel 1601 fu poi affrescato uno dei due chiostri.
Il complesso fu molto danneggiato dal terremoto del 1702 e ricostruito per interessamento dell'arcivescovo di Benevento Vincenzo Maria Orsini (poi papa Benedetto XIII): gli altari della chiesa riparata furono consacrati nel 1710.
Nel 1806 il convento di San Francesco, come gli altri cenobi cittadini, fu soppresso per decreto di Talleyrand, principe di Benevento in età napoleonica. La comunità fu ripristinata nel 1815 ma, a partire dal 1829, condivise l'edificio con i soldati pontifici. Tuttavia il 4 dicembre 1860 il convento fu di nuovo sgomberato per ordine di Carlo Torre, governatore della città durante l'occupazione garibaldina, anticipando l'abolizione degli ordini religiosi ufficializzata l'anno successivo. Il 20 ottobre 1865 fu chiusa anche la chiesa.
L'ex complesso conventuale ospitò quindi il distretto militare "Sant'Antonio", istituito nel 1870, e fu profondamente trasformato. In particolare la chiesa fu suddivisa in due piani tramite un solaio e usata come dormitorio. Qualche danno ulteriore si ebbe con i bombardamenti di settembre 1943, durante la seconda guerra mondiale. Il convento si trova a margine dell'area più devastata dagli eventi bellici.

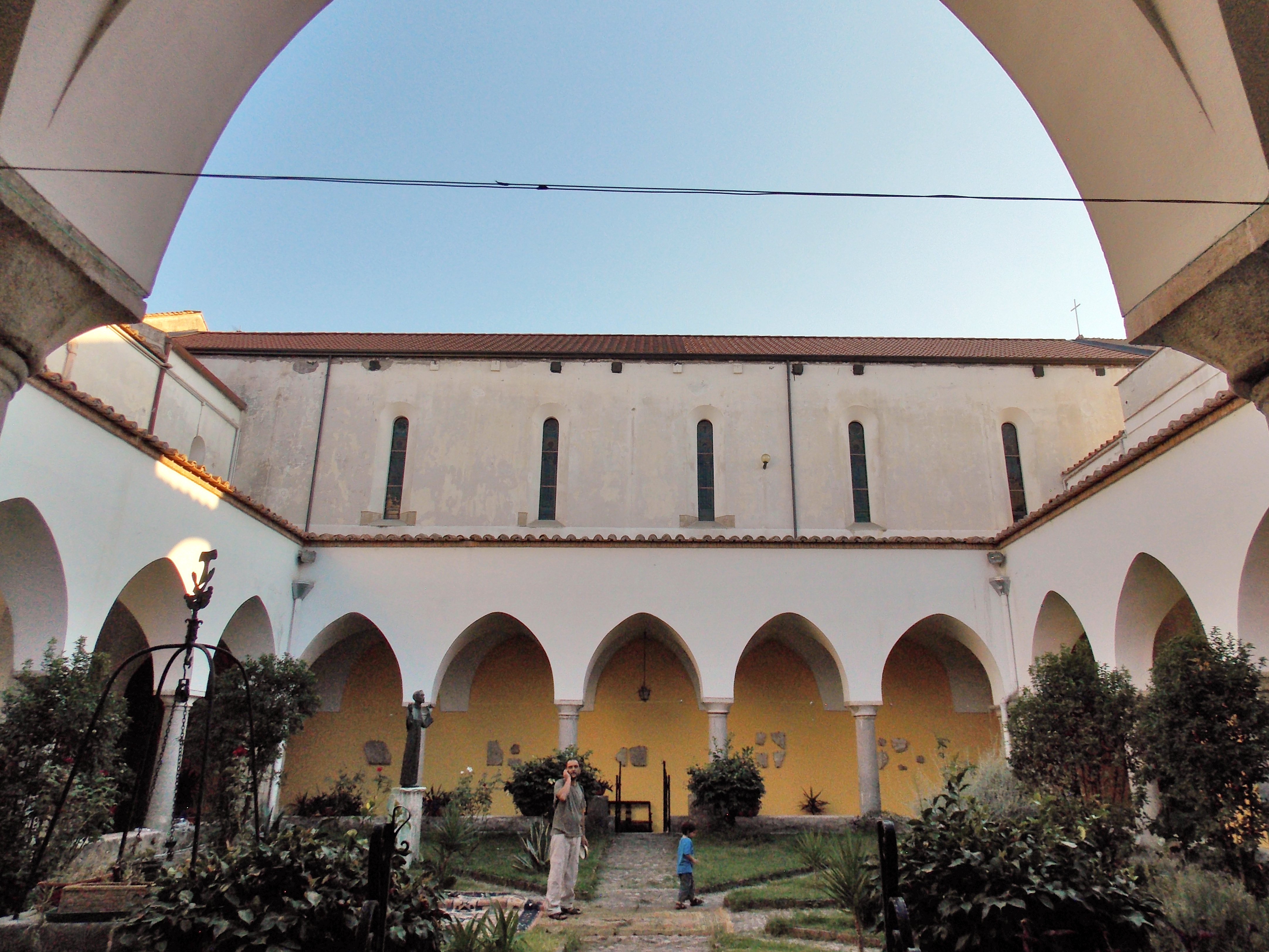
Il chiostro maggiore

Nel 1959 chiesa e convento tornarono in possesso dei frati minori conventuali che, con il contributo della Cassa per il Mezzogiorno, promossero il restauro dei due edifici, progettato dall'architetto Ezio Bruno De Felice. Il restauro, pur prevedendo la ricostruzione di qualche porzione, consisté soprattutto dell'abbattimento delle strutture aggiunte per l'utilizzo come caserma. La chiesa fu riaperta al culto il 21 dicembre 1968.

## Descrizione
La chiesa conventuale ha l'entrata rivolta ad ovest, su Piazza Dogana. Nell'angolo della piazza, a sinistra della chiesa, si trova l'ingresso del convento, articolato intorno ai due chiostri che si susseguono a nord della chiesa.

### Chiesa

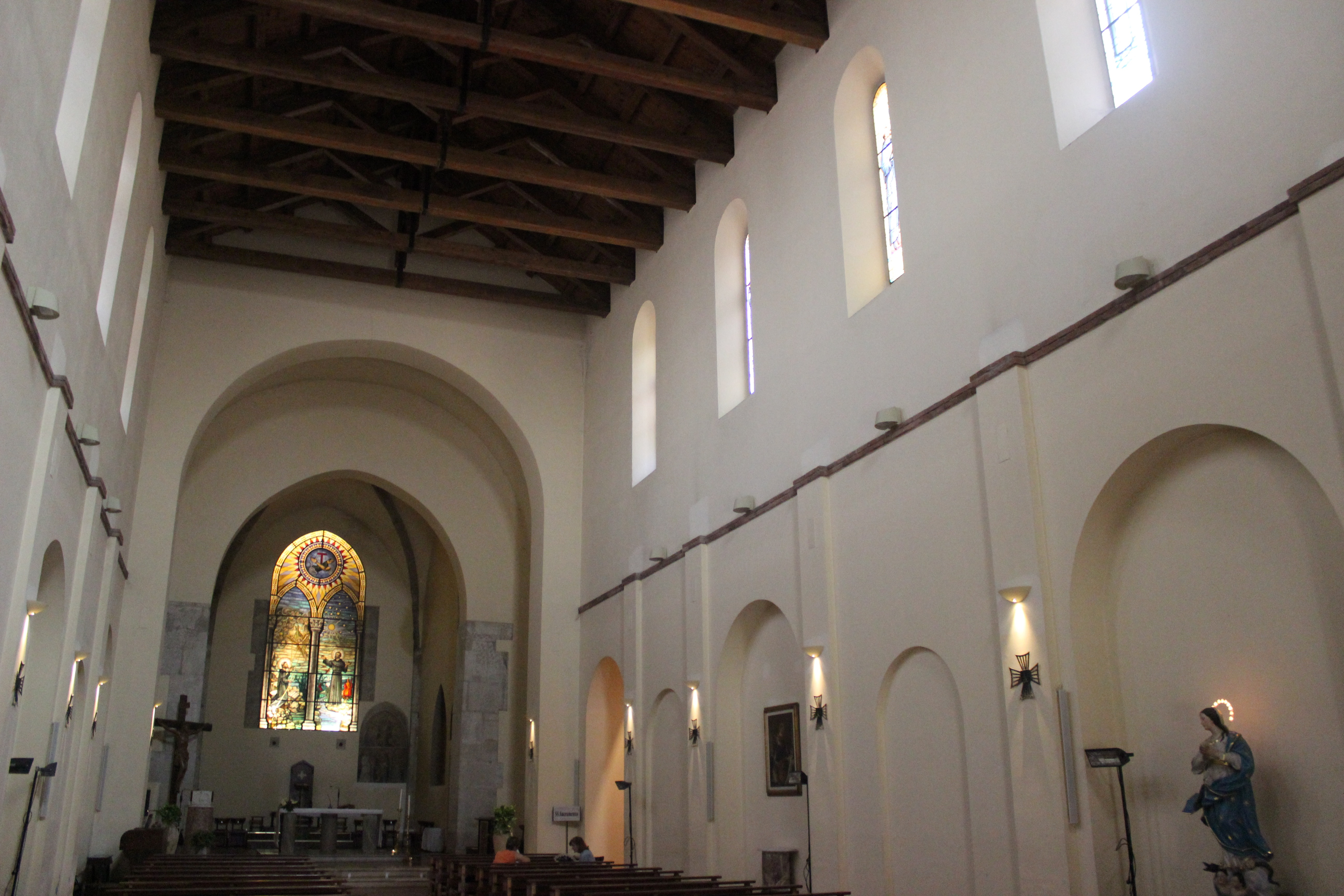
Navata della chiesa

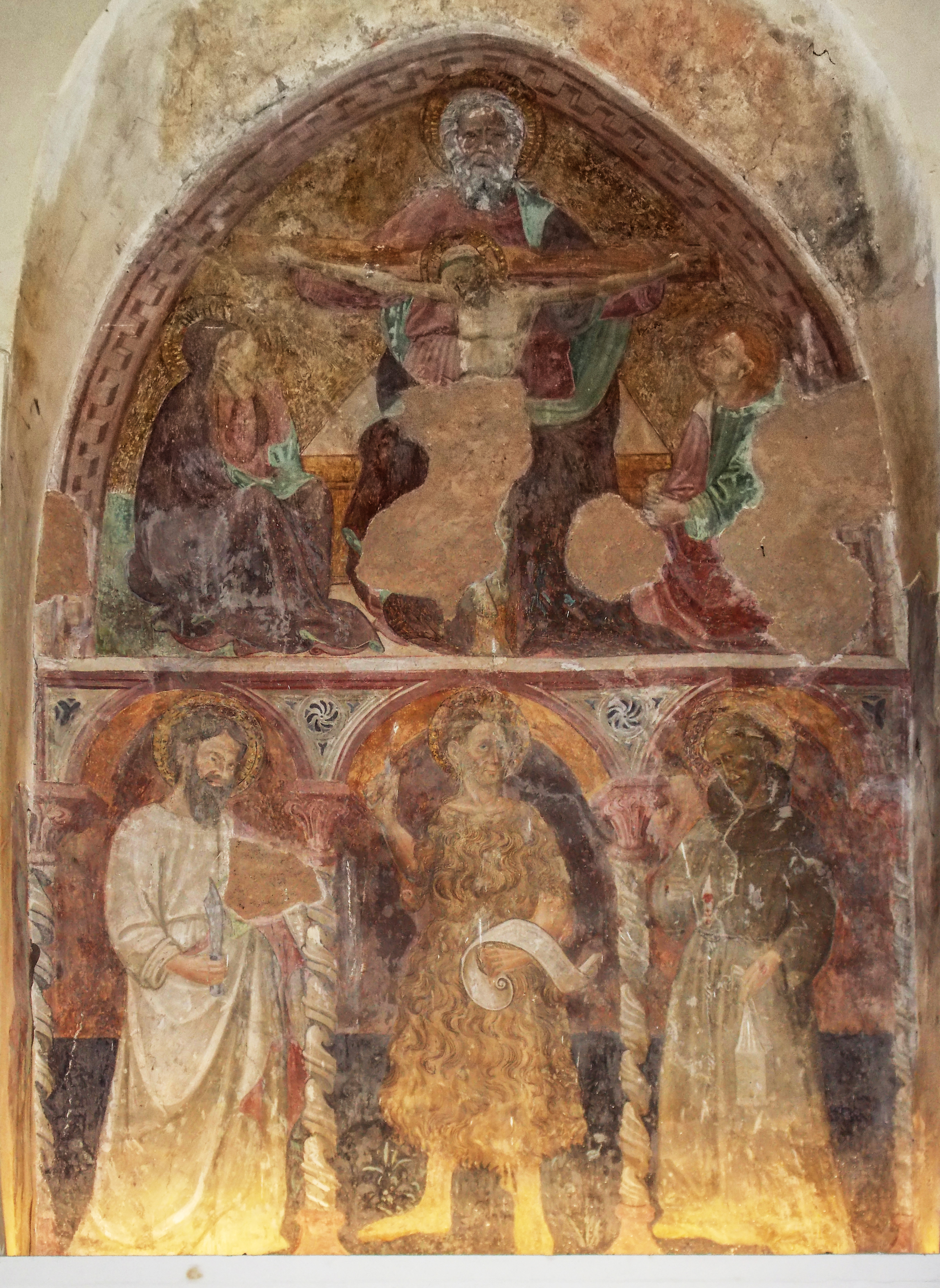
L'affresco quattrocentesco della Trinità e dei santi Bartolomeo, Giovanni e Francesco

L'accesso alla chiesa di San Francesco avviene tramite un pronao, delimitato tramite tre archi a tutto sesto che poggiano su due coppie di colonne. Altre due colonne, con capitelli romani reimpiegati, si trovano ai fianchi del portale d'ingresso all'interno. Di queste sei colonne, cinque sono in granito e potrebbero provenire dal tempio di Iside che sorgeva in città in età romana. Nelle mura del pronao si vede anche un fregio a motivi vegetali di reimpiego. Sulle due pareti corte ai lati sono resti di affreschi: una Madonna in trono a sinistra e un pellegrino a destra.
La chiesa si articola in un'unica, spaziosa navata ed un'abside a pianta rettangolare in fondo. Danno luce alla navata un rosone posto sulla facciata e una serie di monofore sui due lati; quelle del lato sinistro, però, sono state ricostruite durante i restauri del dopoguerra in quanto la muratura, costituita di pietre di fiume legate con abbondante malta, era in stato di avanzato degrado. Le finestre sono decorate con vetrate decorate moderne. Il tetto attuale si regge su una serie di capriate lignee. Prima dei restauri, la facciata conservava ancora le volute barocche dei restauri settecenteschi.
All'interno, la navata si presenta spoglia, scandita soltanto da un'alternanza di rientranze arcuate e di lesene. È più interessante l'abside la cui copertura è, ancora oggi, una volta a crociera a sesto acuto. La finestra in fondo all'abside è stata ostruita dalla costruzione di abitazioni in aderenza. Presumibilmente l'abside era interamente decorata da affreschi, di cui oggi rimane soltanto qualche traccia nelle nicchie.
L'affresco meglio conservato si trova sulla parete di fondo, ed è datato al XV secolo. Raffigura, nella parte alta, la Trinità fra la Madonna e san Giovanni evangelista; e nella parte bassa, scandita in tre parti da due colonne tortili, san Bartolomeo, san Giovanni Battista e san Francesco d'Assisi. Sulla parete sinistra è rappresentato Pietro Stampalupo, donatore della chiesa di San Costanzo ai francescani, nell'atto di pregare inginocchiato al Cristo Liberatore (XV secolo). Sulla parete destra sono una Madonna dell'Umiltà di scuola napoletano-giottesca (1360 circa), nonché una Resurrezione sopra un portale, entrambe molto rovinate.
Nulla rimane delle cappelle laterali della chiesa. In una descrizione del 1687 si parla di due cappelle ai lati dell'ingresso: quella a destra era dedicata alla Vergine Immacolata con relativo quadro di Girolamo Macchietti del 1583 e, ai lati di esso, due tele del beneventano Donato Piperno del 1587. Di fronte a essa era la cappella di san Gaetano di patronato dei marchesi del Tufo. Verso il fondo della navata era la cappella della Confraternita di Sant'Antonio con altare dedicato al Santissimo Crocefisso: tale cappella aveva un proprio ingresso autonomo nel fianco destro della chiesa e tuttora visibile, benché murato, con il suo portale di pietra del 1635. Infine vi era la cappella con le sepolture della nobile famiglia Controvieri, passata ai Basalù. In precedenza si vedeva un'ulteriore sepoltura nel pavimento della chiesa, che ospitava le spoglie di una ragazza.
Parzialmente diverso era l'assetto degli altari nel 1710, alla fine dei restauri post-terremoto. Ne rimase uno dedicato a sant'Antonio (di patronato della famiglia Chiarella, ma ceduto ai frati nel 1721); la dedicazione all'Immacolata passò all'altar maggiore (completato nel 1707 ad opera dei maestri napoletani Antonio e Lorenzo Fontana) mentre a san Francesco era consacrato un altare laterale; vi erano poi gli altari di sant'Anna (della famiglia d'Enea) e di san Nicola (della famiglia Coscia, poi ceduto ai frati).
Nella chiesa erano anche conservate delle reliquie: «Il Cilicio di S. Francesco. I Pianelli di S. Bonaventura, asservati in una Cassettina d'Avorio assai Nobile. Il Braccio di S. Costanzo, che si serba in un antico braccio d'Argento».

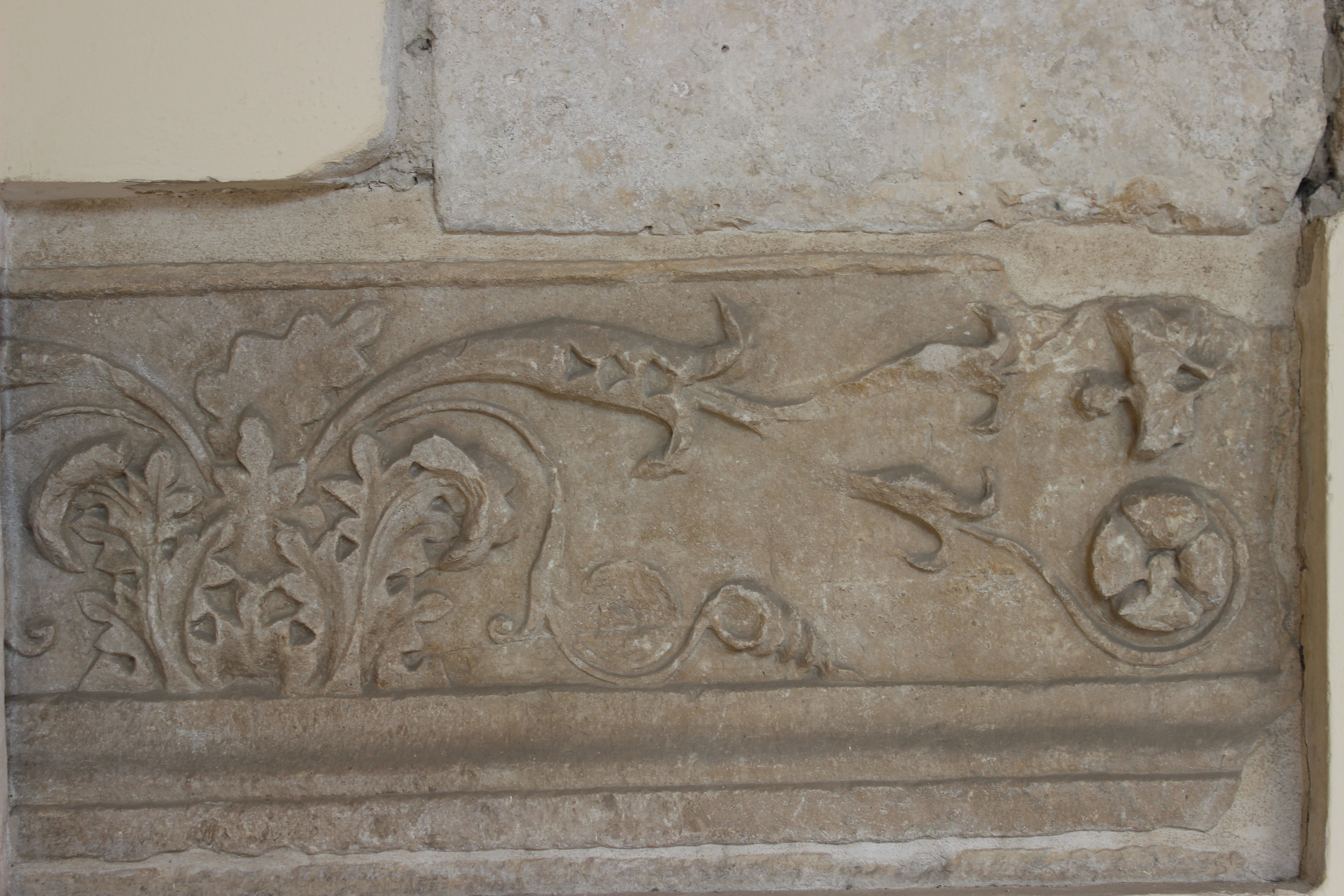
Fregio romano nel pronao
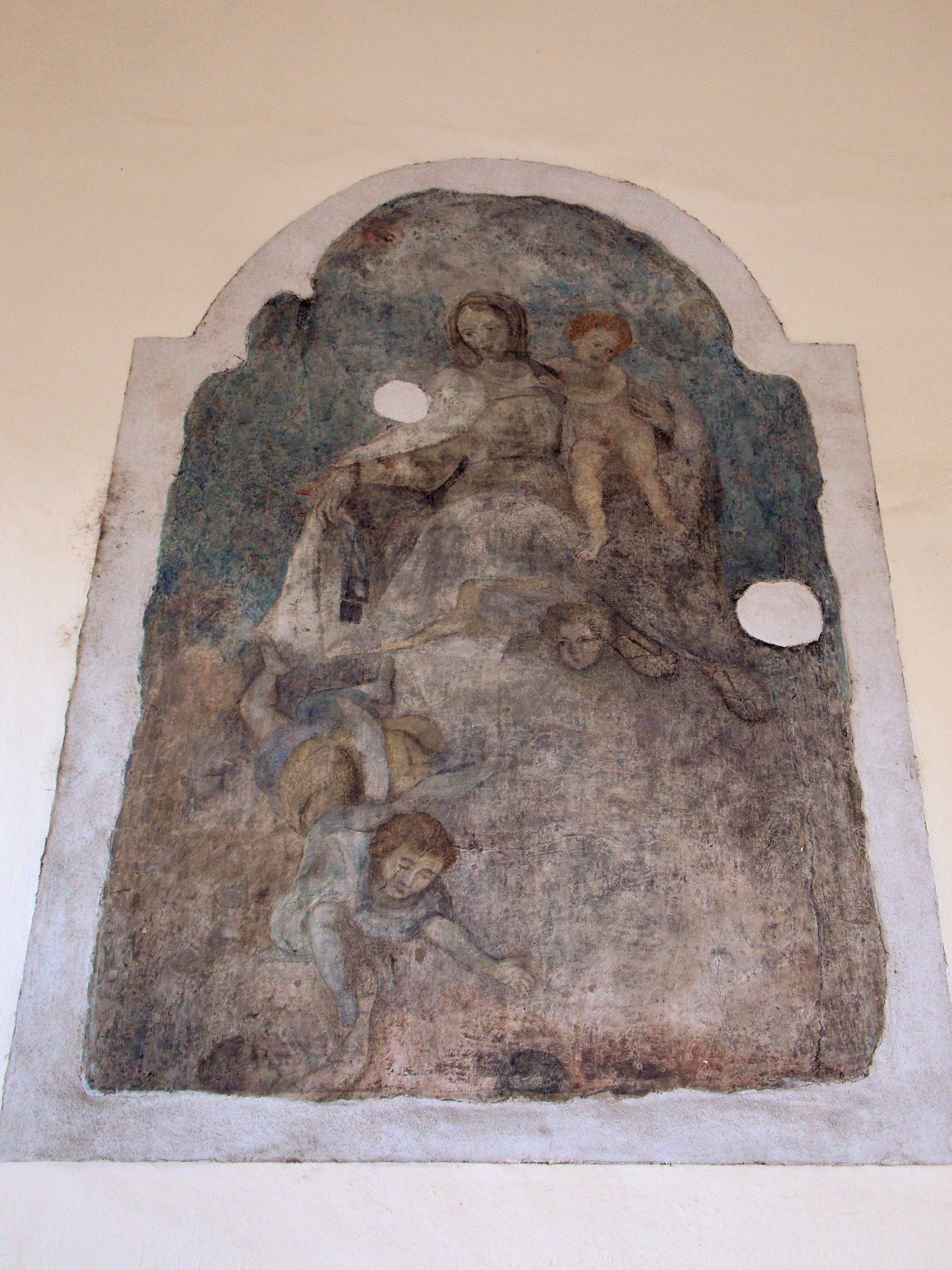
Affresco della Madonna sul trono, nel pronao
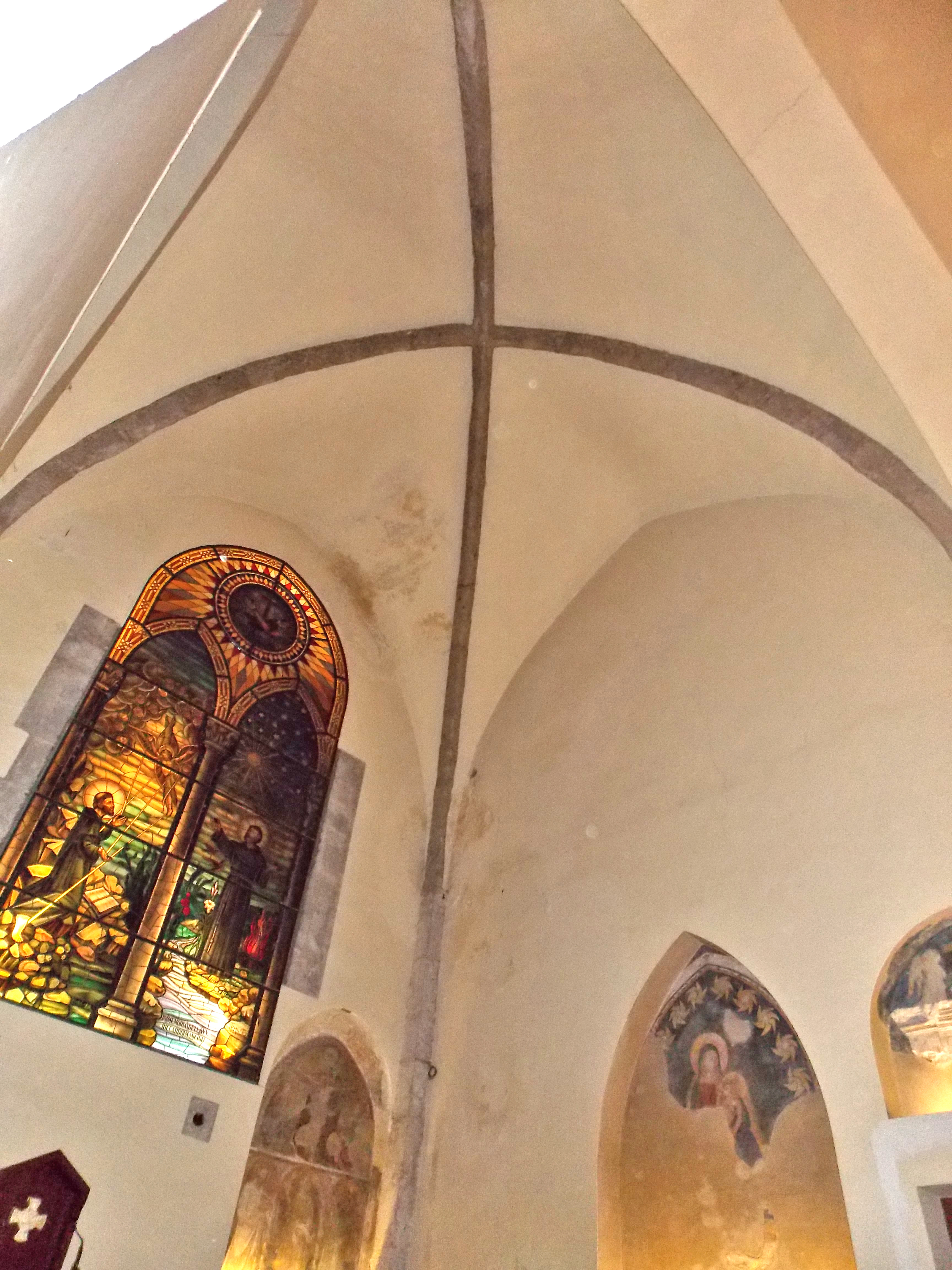
Presbiterio della chiesa
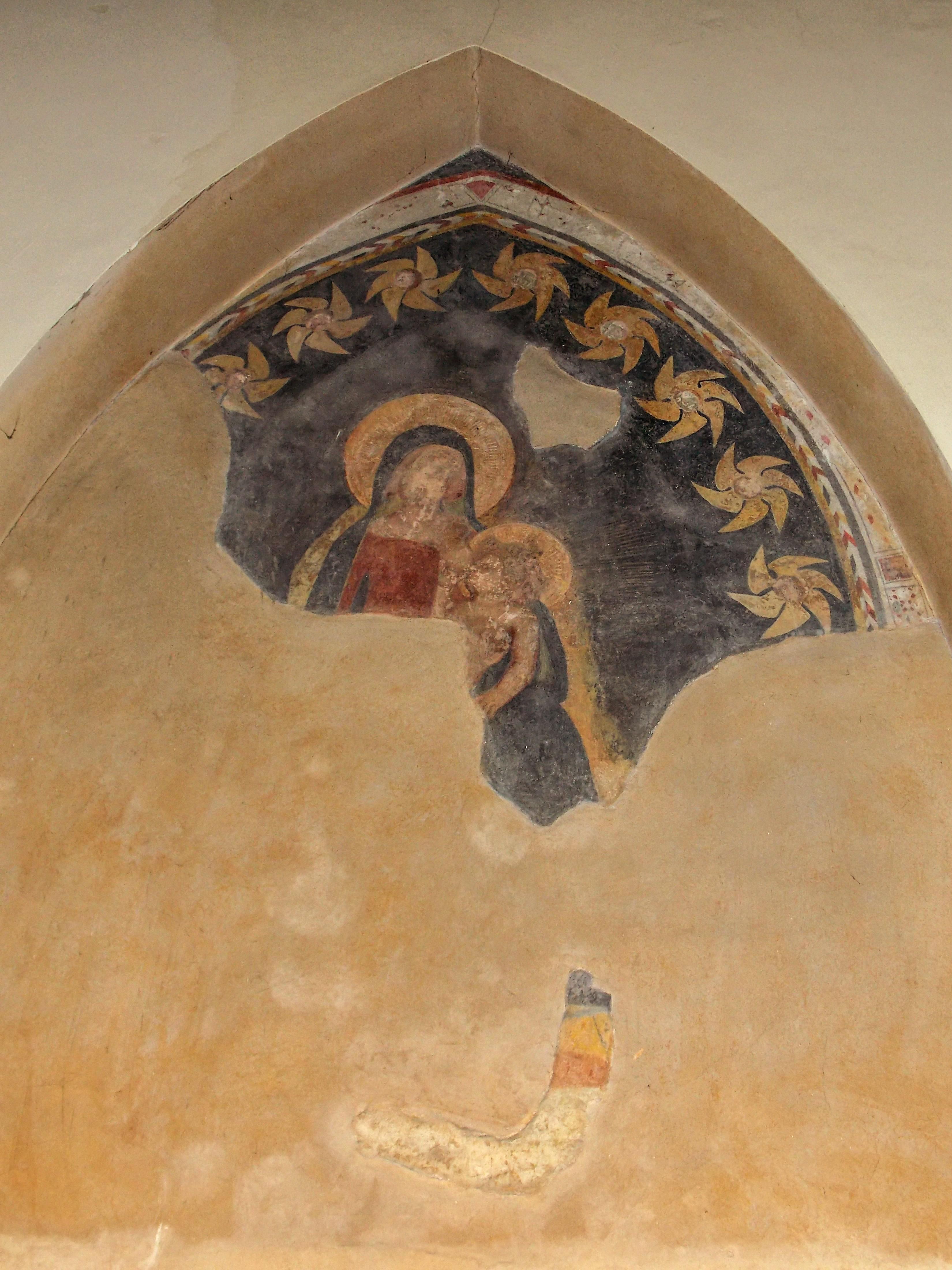
Madonna dell'Umiltà
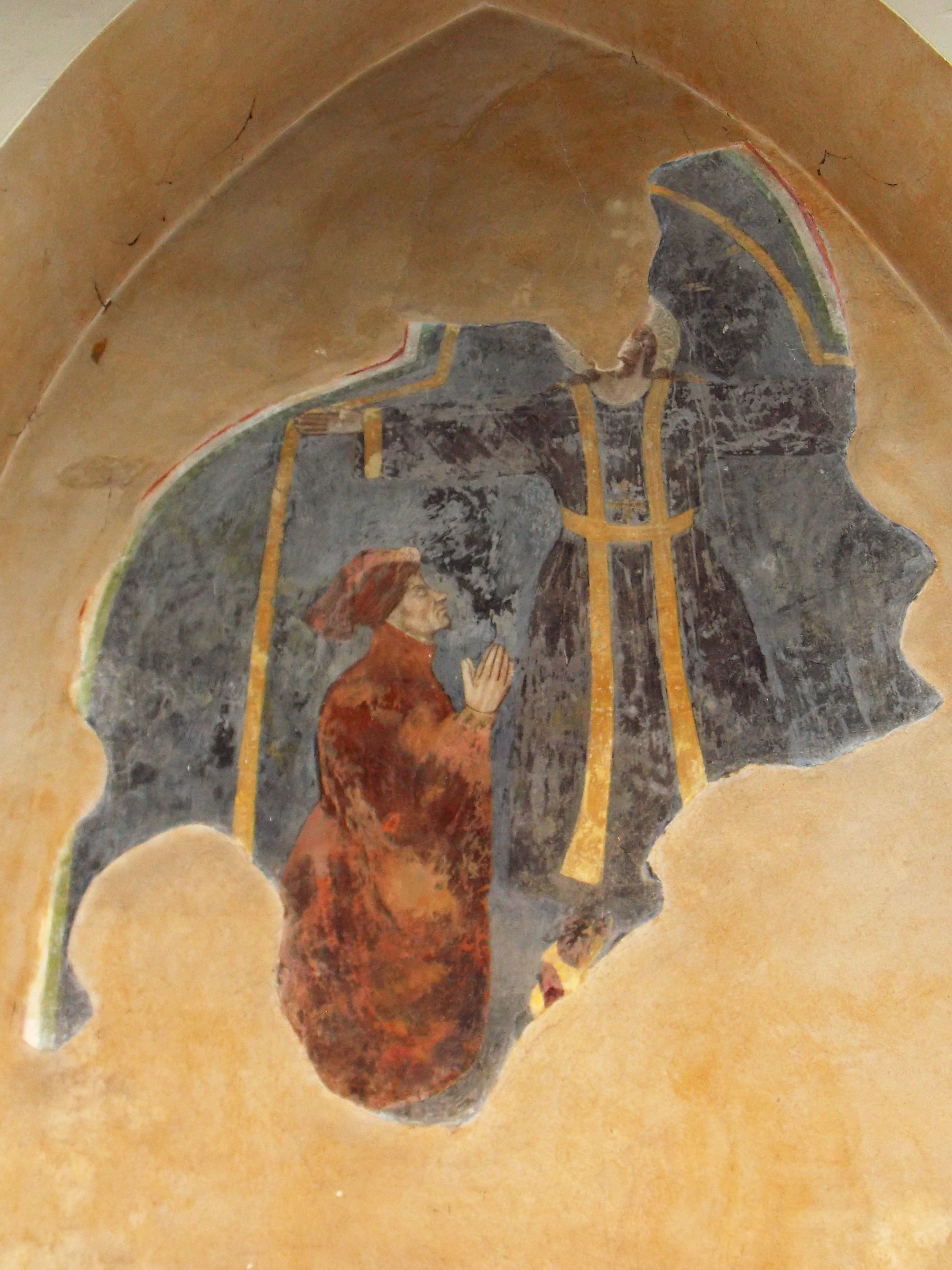
Pietro Stampalupo prega Cristo Liberatore
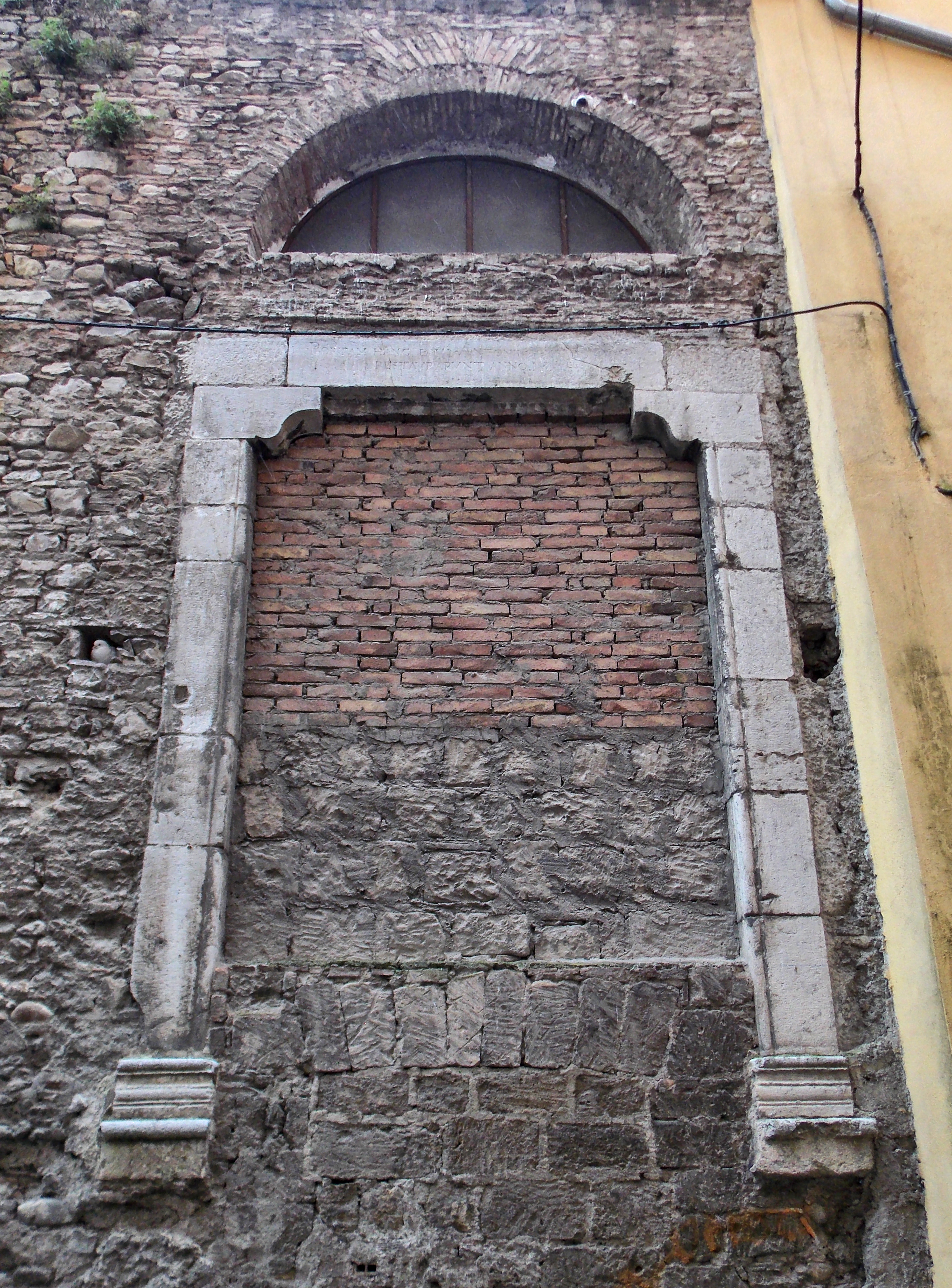
L'accesso murato alla cappella della Confraternita di Sant'Antonio

### Chiostri

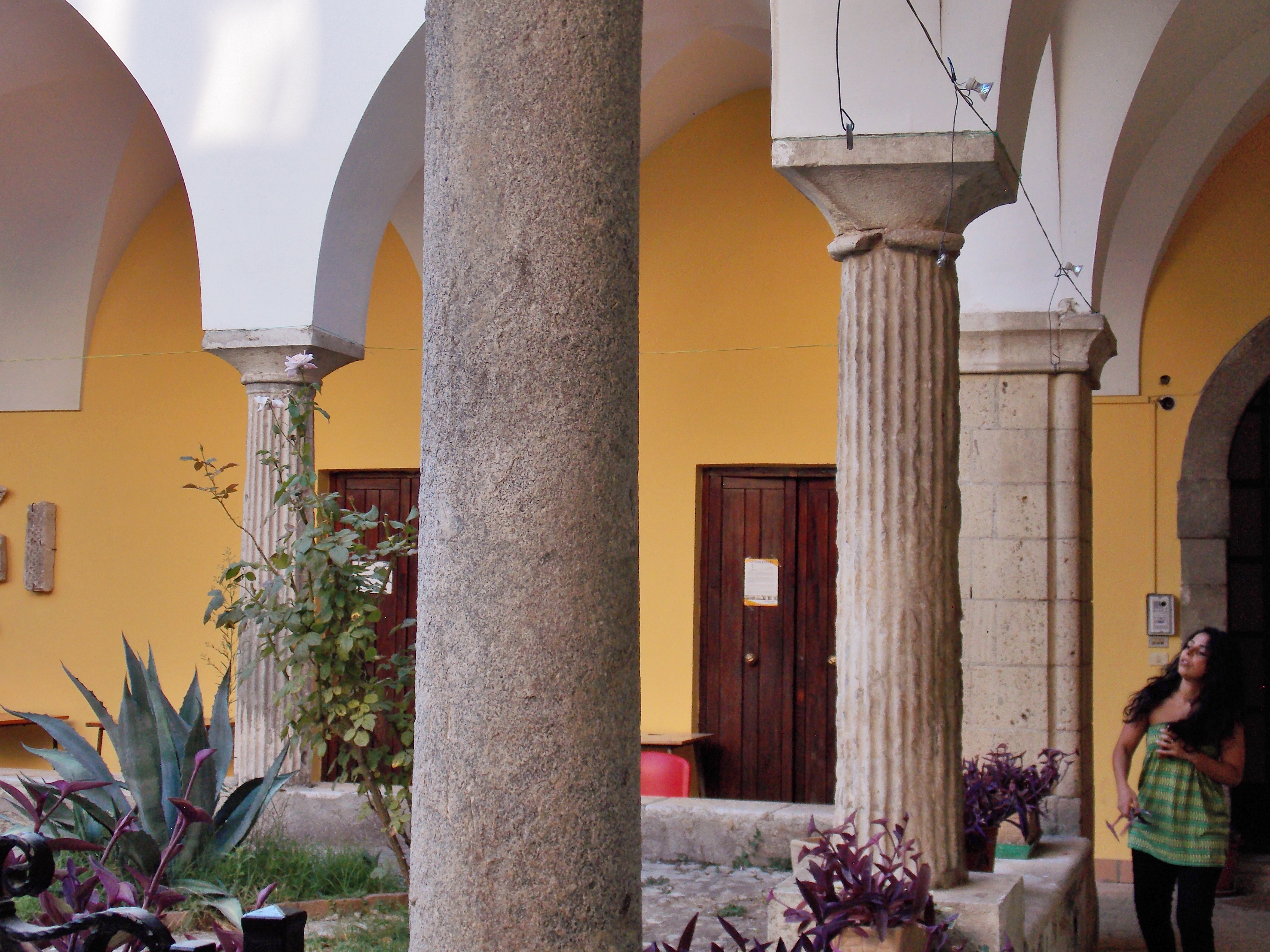
Colonne romane di spoglio nel chiostro grande

Il chiostro in aderenza alla chiesa, a pianta quadrata con pozzo, è circondato da un corridoio coperto da una successione di volte a crociera; queste si affacciano sul cortile con 5 arcate a sesto acuto per ogni lato, poggianti su colonne di cui alcune sono materiali romani di reimpiego. Particolarmente notevole è il fascio di sei colonne che si trova ad un angolo di tale chiostro. Con il restauro del dopoguerra sono state ricostruite alcune volte crollate, utilizzando le colonne originali. Le altre colonne, in precedenza, erano state racchiuse in pilastroni in modo da sorreggere gli ambienti elevati sopra il chiostro: sia i pilastri che gli ambienti sono stati eliminati.
Decoravano il chiostro gli affreschi di Antonio De Antonio: realizzati nel 1601, raffiguravano i miracoli di san Francesco, intervallati dai ritratti di «Sommi Pontefici, Re, Cardinali et Arcivescovi». Di tale opera rimane solo una piccola porzione ornamentale.
Nell'angolo sud-orientale, in aderenza alla chiesa, si trovava il campanile. Di esso rimane solo l'ordine più basso: su porzioni di colonne e capitelli romani, di forme e dimensioni diverse, si ergono quattro poderosi archi gotici.
Più piccolo e modesto è il chiostro settentrionale del convento. Sebbene i suoi corridoi abbiano volte e arcate della stessa forma dell'altro, essi circondano lo spiazzo centrale solo su tre lati (con 5 arcate sul lato lungo e 3 su ciascuno dei lati corti). A parte qualche colonna, a sorreggere le volte del chiostro piccolo sono pilastri in muratura in pietra.
Il muro che divide i due chiostri è quanto rimane in piedi della chiesa di San Costanzo. I restauri hanno restituito, in adiacenza al chiostro grande, una nicchia affrescata con una figura di santo monaco benedicente (che alcuni identificano con lo stesso san Costanzo). L'opera è un'emanazione della pittura campana e sarebbe databile ai primi del XI secolo.
A giudicare dai frammenti di bassorilievo, estratti dalle murature del convento di San Francesco durante i lavori di restauro, la chiesa di San Costanzo doveva essere riccamente decorata. Sono attualmente esposti nel chiostro grande alcuni di tali frammenti. Interessante uno di essi, facente parte di una transenna databile alla seconda metà del X secolo: all'interno di un riquadro decorato a motivi vegetali si conserva parte di un tondo con il braccio di un evangelista. Altri frammenti sono di età romana.

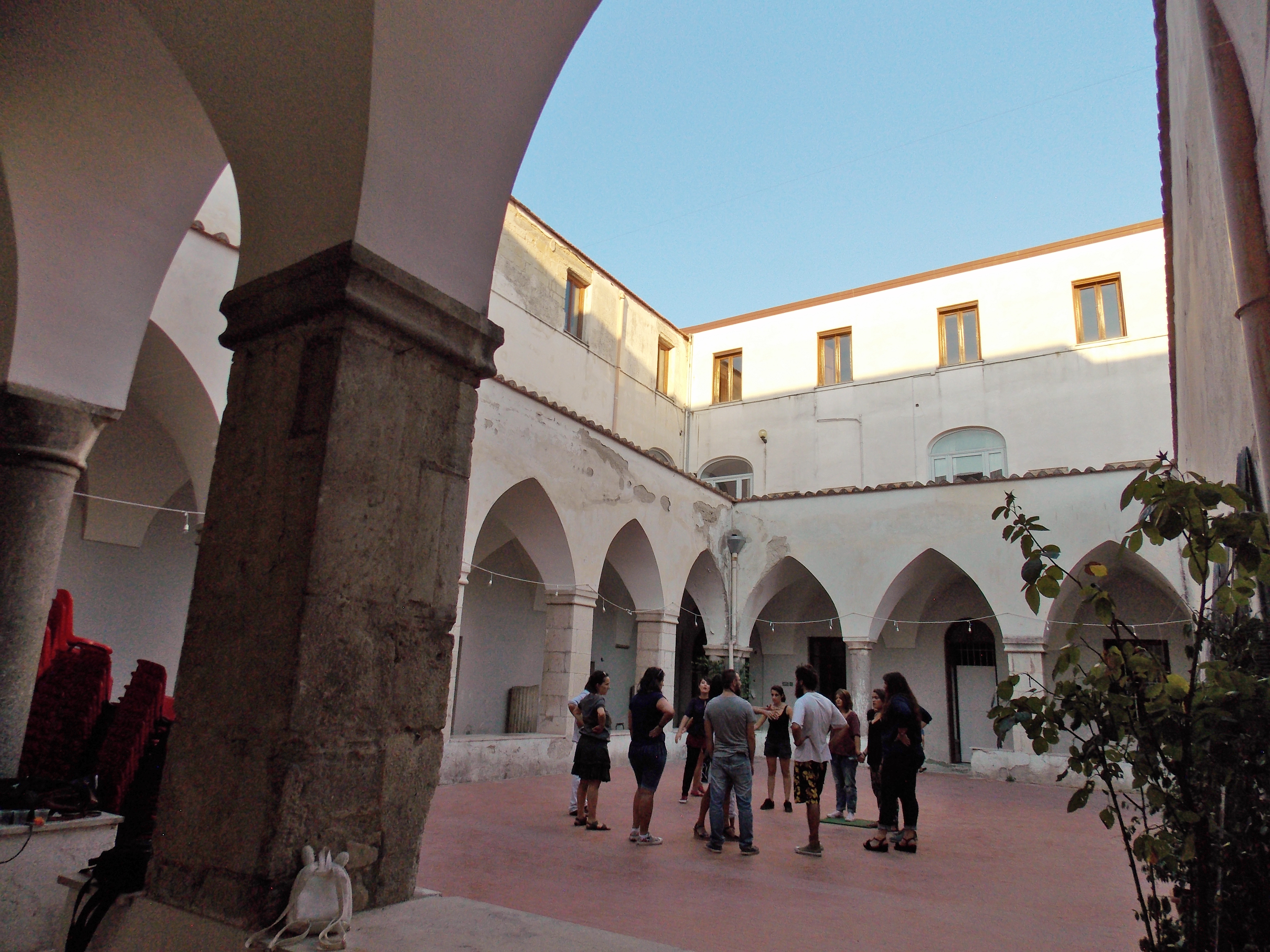
Il chiostro minore
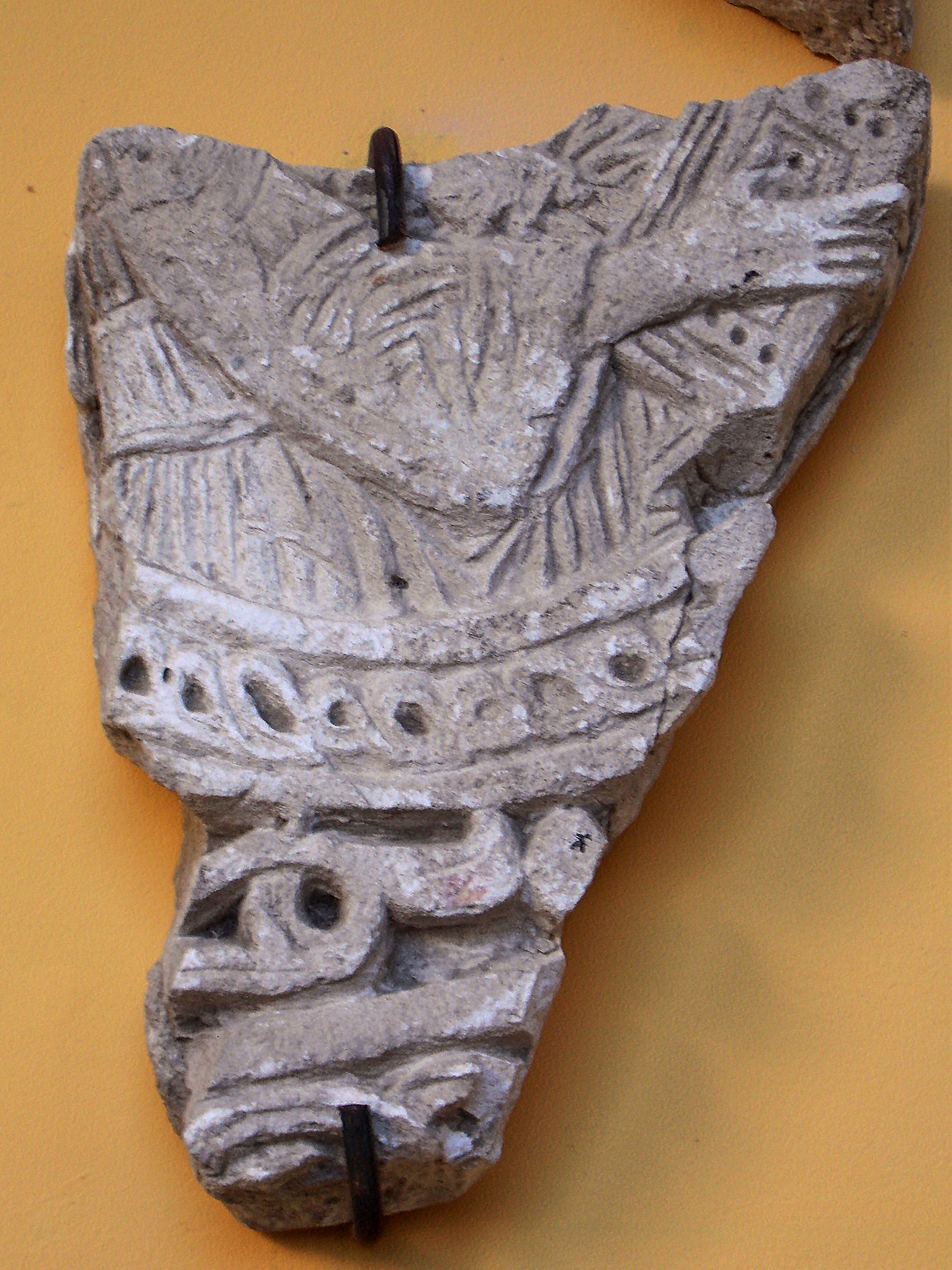
Frammento di transenna della chiesa di San Costanzo
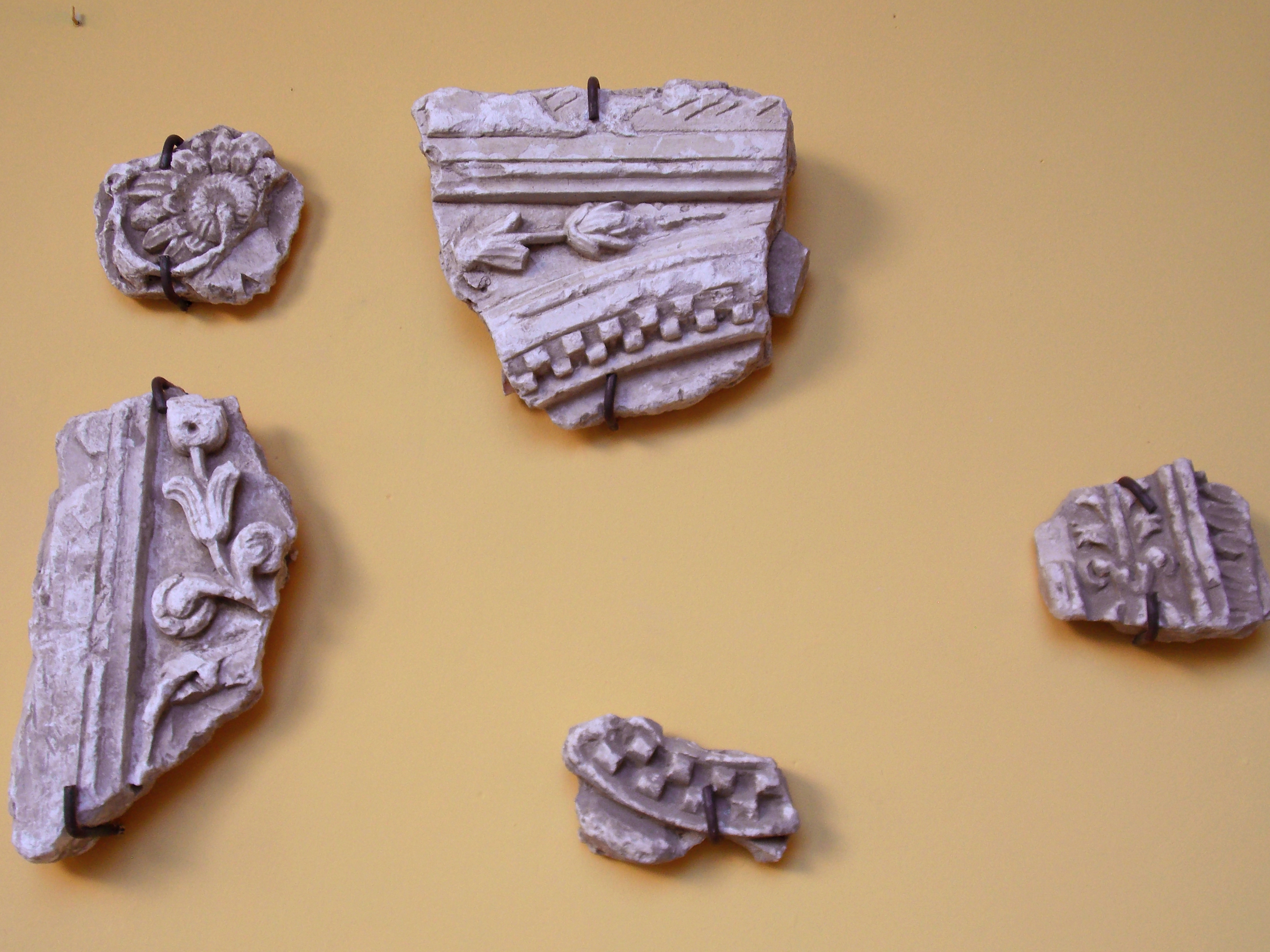
Altri frammenti di età romana
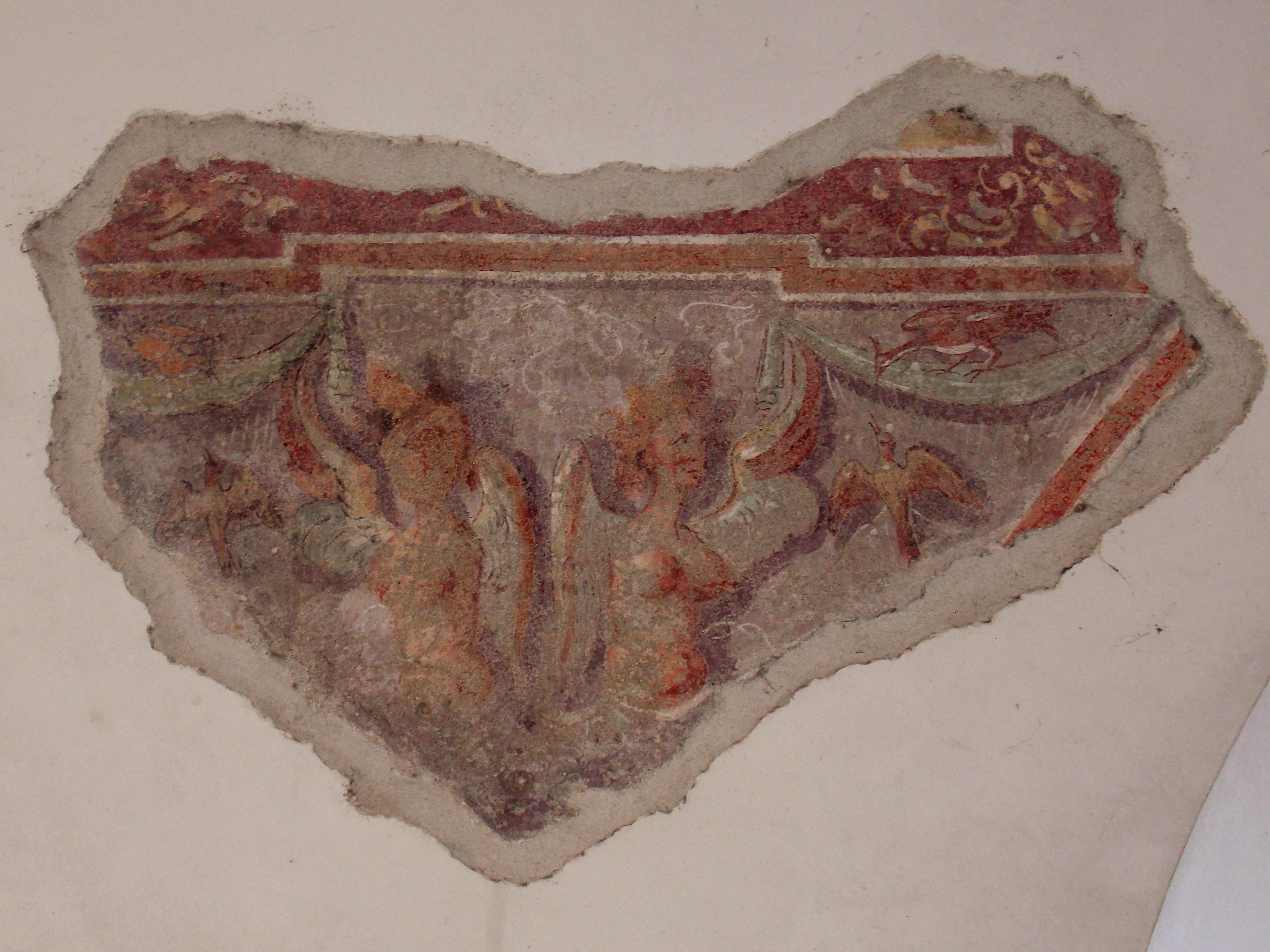
Resti degli affreschi del 1601
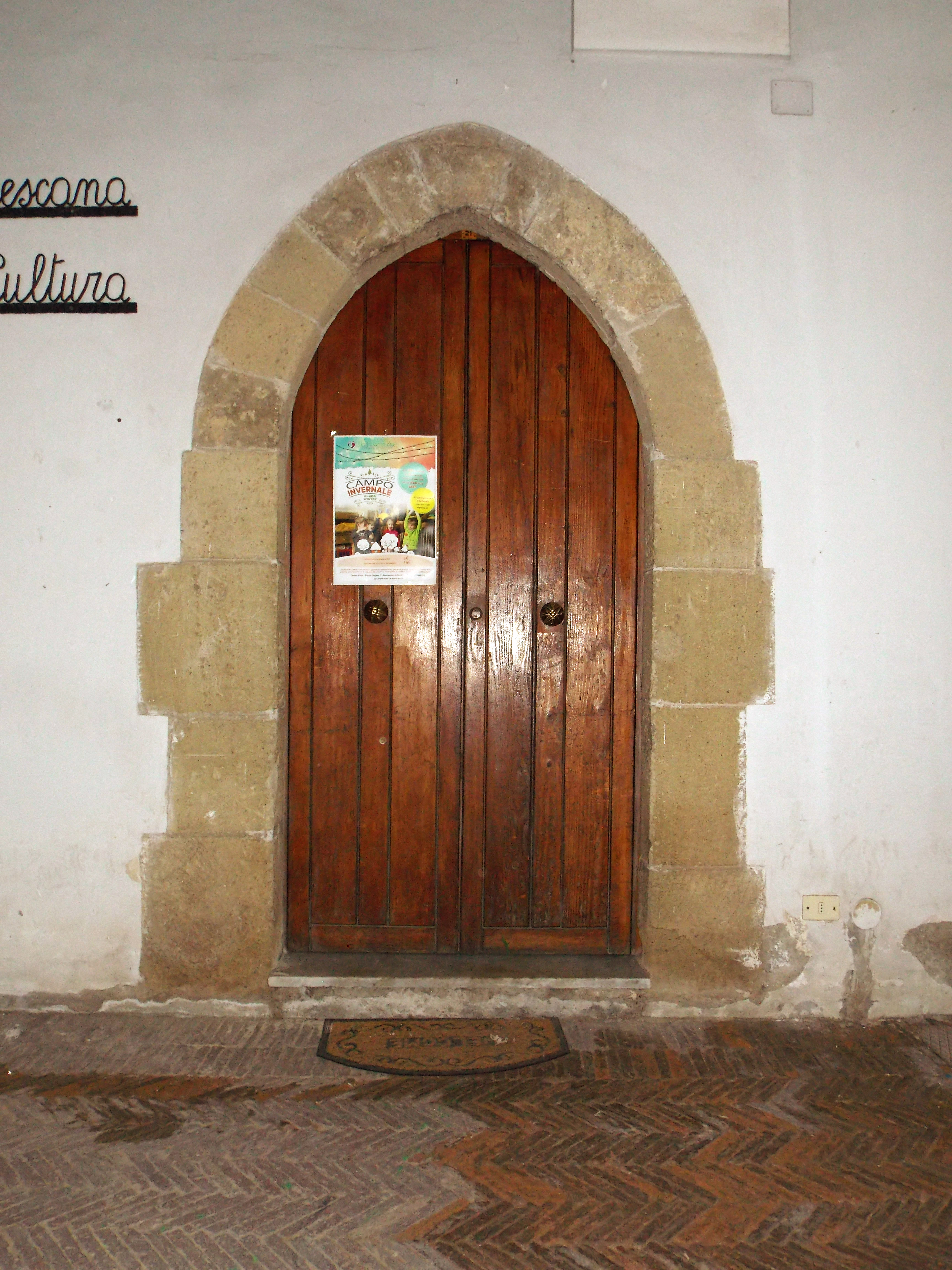
Un portale a sesto acuto nel chiostro grande